# Alți sateliți ai Pământului

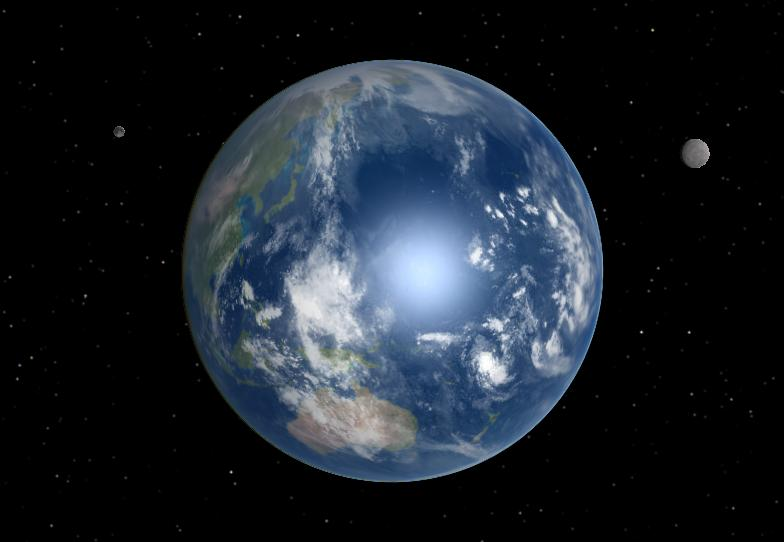
Idee artistică despre Pământ cu doi sateliți.

Au existat de ceva timp afirmații despre existența altor sateliți ai Pământului — adică existența unuia sau mai multor sateliți naturali care orbitează Pământul, alții decât Luna. Au fost propuși mai mulți candidați, dar niciunul nu a fost confirmat. Începând cu secolul al XIX-lea, oamenii de știință au efectuat căutări ale mai multor sateliți, dar această posibilitate a făcut și obiectul mai multor speculații neștiințifice dubioase, precum și al mai multor farse⁠(d).
Deși Luna este singurul satelit natural al Pământului, există o serie de obiecte din apropierea Pământului cu orbite care sunt în rezonanță cu Pământul. Acestea au fost numite, inexact, „al doilea”, „al treilea” sau „celălalt” satelit al Pământului.
2016 HO3, un asteroid descoperit la 27 aprilie 2016, este posibil cel mai stabil cvasisatelit al Pământului. În orbita sa în jurul Soarelui, 2016 HO3 pare să se rotească și în jurul Pământului. El este prea îndepărtat pentru a fi un adevărat satelit al Pământului, dar este cel mai bun și mai stabil exemplu de cvasisatelit, un tip de obiect din apropierea Pământului. Acestea par a orbita un alt punct decât Pământul însuși, cum ar fi ruta orbitală a asteroidului din apropierea Pământului 3753 Cruithne. Asteroizii troieni ai Pământului, cum ar fi 2010 TK7, sunt obiecte din apropierea Pământului care orbitează Soarele pe aceeași rută orbitală ca și Pământul, și par a merge înaintea sau în urma Pământului pe aceeași orbită.
Alte obiecte naturale mici pe orbită în jurul Soarelui pot intra pe orbită în jurul Pământului pentru o perioadă scurtă de timp, devenind sateliți naturali temporari. În 2014, singurul exemplu confirmat era 2006 RH120, care a stat pe orbita Pământului în 2006 și 2007, deși sunt deja prezise și alte cazuri.

## Istorie

### Luna lui Petit
Prima afirmație importantă despre un alt satelit al Pământului a fost făcută de astronomul francez Frédéric Petit, directorul Observatorului Toulouse⁠(d), care în 1846 a anunțat că a descoperit un al doilea satelit pe o orbită eliptică⁠(d) în jurul Pământului. 
Lebon și Dassier au afirmat și ei că l-ar fi observat la Toulouse, iar Larivière la Observatorul Artenac, în primele ore ale serii zilei de 21 martie 1846.
Petit a sugerat că acest al doilea satelit are o orbită eliptică, o perioadă de 2 ore și 44 de minute, apogeul la 3.570 km și perigeul la 11,4 km. Aceste afirmații au fost însă contrazise rapid de alți astronomi. Perigeul la 11,4 km este similar cu altitudinea de croazieră a majorității avioanelor moderne de linie, și este în interiorul atmosferei Pământului. Petit a publicat o altă lucrare în 1861 despre observațiile lui din 1861, bazând existența celui de al doilea satelit pe perturbările mișcării Lunii. Nici această a doua ipoteză despre al doilea satelit nu a fost confirmată.
Satelitul propus de Petit a devenit un element din acțiunea romanului științifico-fantastic din 1870 scris de Jules Verne, În jurul Lunii.

### Sateliții lui Waltemath
În 1898, omul de știință din Hamburg dr. Georg Waltemath⁠(d) a anunțat că a localizat un sistem de sateliți minusculi orbitând Pământul. El își începuse căutarea de sateliți secundari bazându-se pe ipoteza că ceva afectează gravitațional orbita Lunii.
Waltemath a descris unul din sateliții propuși ca aflându-se la 1.003.000 km de Pământ, cu un diametru de 700 km, o perioadă orbitală de 119 zile și o perioadă sinodică de 177 de zile. El a spus și că nu reflectă destulă lumină solară pentru a fi observat fără telescop, decât la anumite momente, și a făcut mai multe predicții ale viitoarei lui apariții. „Uneori, strălucește noaptea ca soarele, dar numai vreme de cam o oră.”
E. Stone Wiggins, un expert canadian în domeniul meteo, a atribuit primăvara rece a anului 1907 efectului unui al doilea satelit, despre care a spus că l-a văzut prima dată în 1882 și a făcut publică descoperirea în 1884 în New-York Tribune⁠(d), când a avansat-o drept cauză probabilă a unei eclipse solare anormale din luna mai a acelui an. El a spus că probabil că aceea este și „semiluna verde” văzută în Noua Zeelandă și mai târziu în America de Nord în 1886, pentru perioade de mai puțin de o jumătate de oră de fiecare dată. El a spus că aceasta este „a doua lună” văzută de Waltemath în 1898. Wiggins a emis ipoteza că al doilea satelit ar avea o atmosferă bogată în carbon, dar poate fi văzută ocazional prin lumina sa reflectată. 
Existența acestor obiecte prezentate de Waltemath (și Wiggins) a fost discreditată după absența unei observații coroborate de către alți membri ai comunității științifice⁠(d). Cea mai problematică a fost predicția eșuată că acestea vor fi văzute în februarie 1898.
Numărul revistei Science din august 1898 menționa că Waltemath a trimis revistei „anunțul unui al treilea satelit”, pe care l-a numit un wahrhafter Wetter und Magnet Mond („satelit real meteorologic și magnetic”). Se afirma că ar avea 746 km diametru și ar fi mai aproape de „al doilea satelit” pe care îl văzuse anterior.

### Alte afirmații
În 1918, astrologul Walter Gornold, cunoscut și sub numele de Sepharial⁠(d), a afirmat că a confirmat existența satelitului lui Waltemath. El l-a numit Lilith. Sepharial a susținut că Lilith ar fi o lună „întunecată” invizibilă în cea mai mare parte a timpului, dar a afirmat că este prima persoană din istorie care a văzut-o în timp ce trecea prin fața Soarelui.
În 1926, revista de știință Die Sterne a publicat descoperirile astronomului german amator W. Spill, care a susținut că a reușit să vadă un al doilea satelit orbitând Pământul.
La sfârșitul anilor 1960, John Bargby a afirmat că a observat peste zece sateliți naturali mici ai Pământului, dar descoperirea nu a fost confirmată.

### Studii generale
William Henry Pickering (1858–1938) a studiat posibilitatea unui al doilea satelit și a efectuat o căutare generală prin care a exclus posibilitatea a numeroase tipuri de obiecte până în 1903. Articolul său din 1922, „Un satelit meteoritic”, din Popular Astronomy⁠(d) avut ca rezultat creșterea activității astronomilor amatori de căutare de sateliți naturali mici. Pickering a avansat și ideea că Luna însăși s-a desprins de Pământ.
La începutul anului 1954, Office of Ordnance Research din cadrul Forțelor Terestre ale Statelor Unite l-a angajat pe Clyde Tombaugh, descoperitorul lui Pluto, să caute asteroizi în apropierea Pământului. Armata a emis o declarație publică pentru a explica motivația acestui studiu. Donald Keyhoe, care avea ulterior să devină director al Comisiei Naționale de Investigații privind Fenomenele Aeriene⁠(d) (NICAP), un grup de cercetare a fenomenului OZN, a spus că sursa sa din Pentagon i-a spus că motivul real al acestei căutări rapid declanșate a fost acela că două obiecte apropiate de Pământ fuseseră detectate de noul radar cu rază lungă de acțiune la mijlocul anului 1953. În mai 1954, Keyhoe a afirmat că căutarea a avut succes și au fost găsite unul sau două obiecte. La Pentagon, un general care a auzit știrea a întrebat dacă sateliții erau naturali sau artificiali. Tombaugh a negat presupusa descoperire într-o scrisoare către Willy Ley și numărul din octombrie 1955 al revistei Popular Mechanics relata: 
| “ | Profesorul Tombaugh este misterios în ce privește rezultatele lui. Nu vrea să spună dacă a fost descoperit sau nu vreun satelit natural mic. Spune doar că știrile din ziare de acum 18 luni care anunțau descoperirea unor sateliți naturali la 400 și 600 de mile depărtare nu sunt corecte. El adaugă că nu este nicio legătură între programul de căutare și rapoartele despre unele așa-numite farfurii zburătoare. | ” |

La o conferință de meteoriți din Los Angeles, în 1957, Tombaugh a reiterat că cei patru ani ai săi de căutare a unor sateliți naturali nu au avut succes. În 1959, a emis un raport final în care afirma că nu s-a găsit nimic în căutarea sa.

### Statutul modern

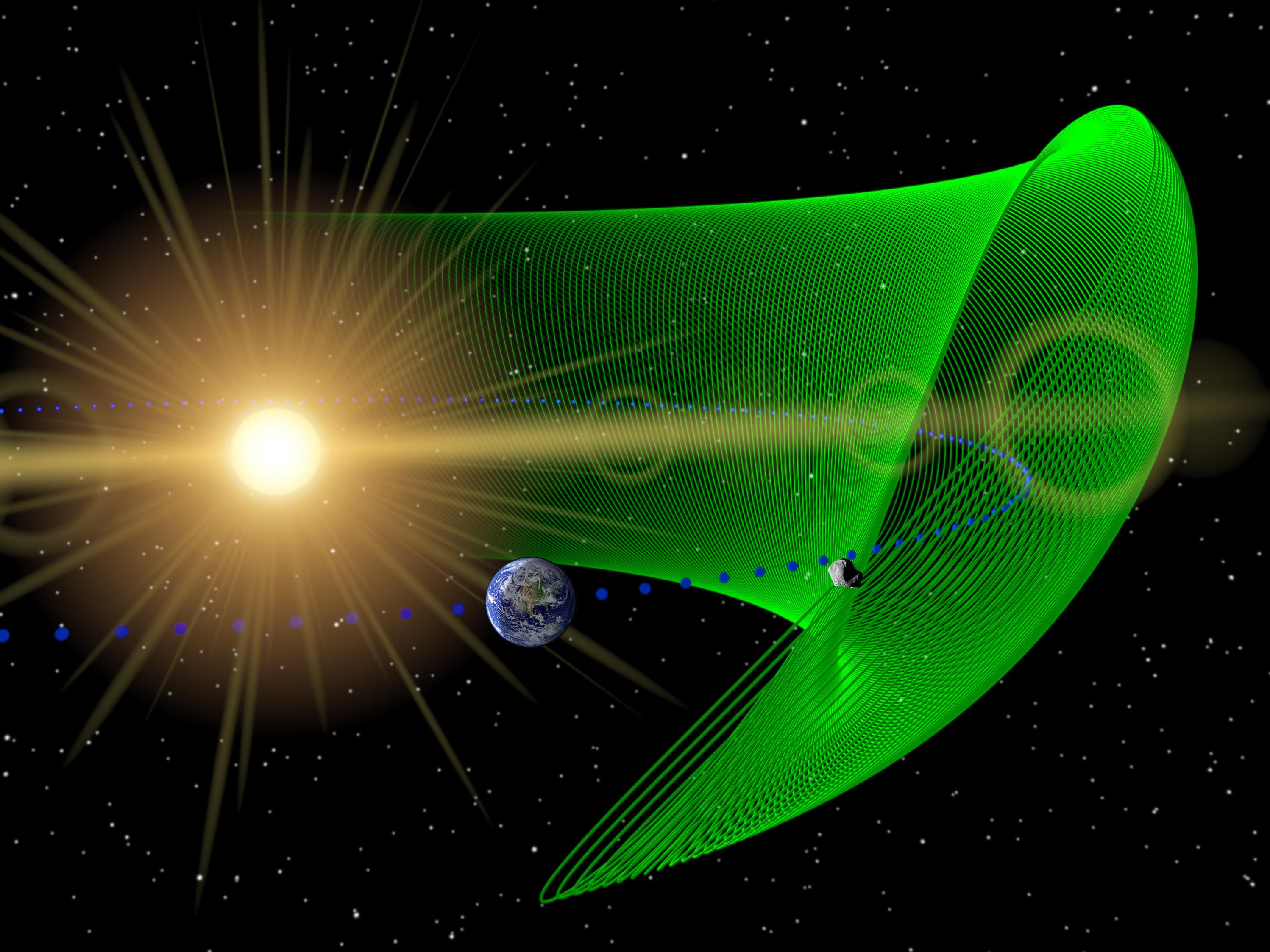
are o traiectorie elicoidală (verde) în raport cu Pământul și cu orbita sa (punctele albastre)

S-a descoperit că unele corpuri mici pot fi capturate temporar, așa cum a fost cazul cu 2006 RH120, care s-a aflat pe orbita Pământului în perioada 2006-2007.
În 2010, primul troian cunoscut al Pământului a fost descoperit în datele de la WIDE-Field Infrared Survey Explorer⁠(d) (WISE) și este numit în prezent 2010 TK7 . 
În 2011, cercetătorii planetariști Erik Asphaug și Martin Jutzi au propus un model în care un al doilea satelit ar fi existat în urmă cu 4,5 miliarde de ani și, ulterior, s-a ciocnit cu Luna, ca parte a procesului de acreție în formarea Lunii⁠(d).
În 2018, s-au confirmat doi nori de praf în jurul Pământului, în punctele L4 și L5, care ar fi putut fi în trecut sateliți. Norii de praf menționați mai sus au fost porecliți „lunile ascunse ale Pământului”.

## Cvasisateliți și troieni

Orbitele Pământului și a cvasi-satelitului Cruithne

Când este observat de pe Pământ, Cruithne urmează traiectoria galbenă care nu pare să ocolească Soarele.

Deși până în prezent nu s-au găsit alți sateliți ai Pământului, există diferite tipuri de obiecte apropiate de Pământ în rezonanță 1:1 cu acesta, care sunt cunoscute sub numele de cvasisateliți. Cvasisateliții orbitează Soarele la aceeași distanță ca o planetă, dar nu planeta în sine. Orbitele lor sunt instabile și vor cădea în alte rezonanțe sau vor pe alte orbite peste mii de ani. Printre cvasisateliții Pământului se numără 2010 SO16, (164207) 2004 GU9, (277810) 2006 FV35, 2002 AA29,  2014 OL339, 2013 LX28, 2016 HO3 și 3753 Cruithne. Cruithne, descoperit în 1986, orbitează Soarele pe o orbită eliptică, dar pare să aibă o orbită în potcoavă când este privit de pe Pământ. Unii au mers până la a-l porecli pe Cruithne „al doilea satelit al Pământului”. 
Diferența cheie între un satelit și un cvasisatelit este că orbita unui satelit al Pământului depinde fundamental de gravitația sistemului Pământ–Lună, în timp ce orbita unui cvasisatelit s-ar schimba neglijabil dacă Pământul și Luna ar fi brusc eliminate deoarece un cvasissatelit orbitează Soarele pe o orbită asemănătoare Pământului în apropierea Pământului.
Pământul are un troian cunoscut, un corp mic din Sistemul Solar prins în punctul Lagrangian L4, stabil gravitațional, al planetei. Acest obiect, 2010 TK7, are aproximativ 300 de metri. Ca și cvasisateliții, el orbitează Soarele într-o rezonanță 1:1 cu Pământul, și nu Pământul în sine. 

## Sateliți temporari
Modelele pe calculator ale astrofizicienilor Mikael Granvik, Jeremie Vaubaillon și Robert Jedicke sugerează că acești „sateliți temporari” ar trebui să fie destul de frecventi; și că „la orice moment dat, ar trebui să existe cel puțin un satelit natural al Pământului cu diametrul de 1 metru." Astfel de obiecte ar rămâne în orbită timp de zece luni, în medie, înainte de a reveni pe orbita solară și astfel ar fi ținte relativ ușoare pentru explorarea umană a spațiului. „Mini-sateliții” au fost examinați în continuare într-un studiu publicat în revista Icarus. 
S-a propus ca NASA să caute sateliți naturali temporari și să-i folosească pentru o misiune de aducere de eșantioane.

### 1913
Cea mai veche mențiune cunoscută în literatura științifică a unui obiect capturat temporar pe orbită provine de la Clarence Chant⁠(d) despre procesiunea meteorică din 9 februarie 1913⁠(d): 
| “ | S-ar părea că corpurile au călătorit prin spațiu, probabil pe orbită în jurul Soarelui, și că, apropiindu-se de Pământ, au fost pe loc capturate de el și făcute să se miște în jurul lui ca sateliți. | ” |

Mai târziu, în 1916, William Frederick Denning credea că:
| “ | Meteorii mari care au trecut peste America de Nord la 9 februarie 1913, prezentau unele trăsături unice. Lungimea zborului lor observat a fost de circa 2.600 mile [4200 km], și se mișcau pe traiectorii concentrice, sau aproape concentrice, cu suprafața Pământului, astfel încât au format temporar noi sateliți tereștri. | ” |

### 2006
Pe 14 septembrie 2006, un obiect estimat la 5 metri în diametru a fost descoperit pe o orbită cvasipolară în jurul Pământului. Inițial presupus a fi un propulsor Saturn S-IVB⁠(d) de treapta a treia de la Apollo 12, ulterior s-a determinat că este un asteroid și denumit 2006 RH120. Asteroidul a reintrat pe orbita solară după 13 luni și este de așteptat să revină pe orbita Pământului după 21 de ani. 

### 2015
În aprilie 2015, a fost descoperit un obiect orbitând Pământul, obiect inițial denumit 2015 HP116, dar o cercetare mai detaliată a arătat rapid că obiectul era sonda spațială Gaia, iar descoperirea a fost retractată.
Pe 3 octombrie 2015, s-a descoperit că un obiect mic, denumit temporar WT1190F⁠(d), orbitează Pământul la fiecare 23 de zile și că a orbitat cel puțin e las fârșitul anului 2009. AEl a căzut pe Pământ în 13 noiembrie 2015 la ora 06:18:34.3 UTC (± 1,3 secunde). 

### 2016
Pe 8 februarie 2016 un obiect de circa 0,5 m în diametru a fost descoperit orbitând Pământul cu o perioadă de 5 zile și i s-a dat denumirea temporară XC83E0D; cel mai probabil el s-a pierdut. Obiectul a fost ulterior identificat ca satelitul artificial pierdut SR-11A, sau eventual însoțitorul său SR-11B, care fusese lansat în 1976 și pierdut în 1979. Pe 8 aprilie 2016, a fost descoperit un obiect cu denumirea temporară S509356, având o perioadă orbitală de 3,58 zile. Deși are raportul suprafață-masă tipic (m²/kg) al unui satelit, el are o culoare tipică asteroizilor de tip S. Ulterior, acesta a fost identificată ca treapta Yuanzheng-1 de la lansarea sateliților de navigație chinezești.

### 2017
Pe 8 decembrie 2017, a fost descoperit obiectul YX205B9 cu o perioadă orbitală de 21 de zile, pe o orbită excentrică variind de la puțin dincolo de inelul sateliților geocentrici până la aproape de două ori distanța până la Lună. Ulterior a fost identificat ca treapta propulsoare din misiunea Chang'e 2.

## Literatură
- Scriitorul Jules Verne a aflat de propunerea lui Petit din 1861 și a folosit ideea în romanul său din 1865, În jurul Lunii.[6] Acest satelit fictiv nu se baza însă exact pe observațiile de la Toulouse sau pe propunerea lui Petit la nivel tehnic, astfel încât orbita sugerată de Verne era incorectă din punct de vedere matematic.[5] Petit a murit în 1865 și astfel nu a fost în viață pentru a oferi un răspuns pentru satelitul fictiv al lui Verne. [37]
- Cartea științifico-fantastică de aventuri a lui Seun Ayoade Double Bill are un pământ paralel cu doi sateliți.
- Romanele pentru copii ale lui Eleanor Cameron⁠(d) Mushroom Planet (începând cu The Wonderful Flight to the Mushroom Planet⁠(d) din 1954) au acțiunea pe o un al doilea satelit minuscul și locuibil, numit Basidium, pe o orbită invizibilă la 50.000 mile (80.000 km) de Pământ. Există acolo un satelit și mai mic, numită Lepton, care orbitează la doar 1.000 mile (1.600 km).[38]
- Romanul pentru tineri din 195 cu Tom Swift, Jr.⁠(d), Tom Swift pe Satelitul Phantom, prezintă un satelit nou care intră pe orbita Pământului la 50.000 mile (80.000 km) altitudine.[39] O continuare din 1963 a acestei cărți, Tom Swift and the Asteroid Pirates, are satelitul Nestria, numit și „Little Luna”, care a fost inițial un asteroid și s-a mutat pe orbita Pământului la 50.000 mile (80.000 km)   altitudine. Acesta a fost revendicat în numele Statelor Unite de către Swift Enterprises, care a înființat și o bază de cercetare.[40]
- Romanul lui Samuel R. Delany Dhalgren⁠(d) din 1975 prezintă un Pământ care capătă în mod misterios un al doilea satelit pe nume George. [41]
- În romanul 1Q84⁠(d) din 2011 de Haruki Murakami, un al doilea satelit, cu formă neregulată și de culoare verde, este vizibil pentru unele personaje din poveste.[42]